# Home (Kobi-Marimi-Lied)
Home ist ein Lied des israelischen Sängers Kobi Marimi und der Wettbewerbsbeitrag des Landes zum Eurovision Song Contest 2019 in Tel Aviv. Durch die Rolle Israels als Gastgeber war der Song bereits vorab für das Finale am 18. Mai 2019 gesetzt. Dort erreichte er Platz 23.

## Musik und Text
Home ist eine Pop-Ballade, die von Klavierklängen begleitet wird. Es geht in ihr um die Suche nach innerer Identität und Stärke. Marimi widmete den Song all jenen, „die sich minderwertig und ausgegrenzt fühlen.“ Im Refrain heißt es: „I feel the sun upon my skin / And I am someone, I am someone / You pulled my heart, I took it in / It made me someone, I am someone / And now I’m done, I’m coming home“ („Ich fühle die Sonne auf meiner Haut / Und ich bin jemand, bin jemand / Ihr habt an meinem Herzen gezogen, ich wandte es nach innen / Es hat mich zu jemandem gemacht, ich bin jemand / Und nun bin ich fertig, ich komme heim“).

## Hintergrund
Der Song wurde von den Songwritern und Musikern Ohad Shragai und Inbar Wizman (LUKAH) geschrieben und von einem Expertenteam beim israelischen Sender KAN ausgewählt. Marimi sagte, er sei bereits beim ersten Hören sehr bewegt gewesen: „When I first heard the song I was very moved by it, and I immediately connected to it.“ Der Song passe perfekt zu ihm. Der Song wurde aus über 200 Einsendungen ausgewählt, 30 Prozent mehr als in den Vorjahren. Der Songtext ist komplett in englischer Sprache, was Marimi entgegenkommt, der in der Vorausscheidung HaKokhav HaBa L’Eurovizion ausschließlich englisch sang.

## Veröffentlichung und Rezeption
Der Song wurde am 10. März 2019 der Öffentlichkeit vorgestellt. Bereits vor dem Wettbewerb erreichte er Platz sechs der heimischen israelischen Charts.

## Eurovision Song Contest
Beim Finale des Eurovision Song Contest erreichte der Song, an 14. Stelle gespielt, Platz 23 von 26. Er erhielt zunächst 47 Punkte, 12 von der Jury und 35 vom Publikum. Die Jury-Punkte wurden später gestrichen, da sie aus einer fehlerhaften Berechnung stammten. Der Beitrag wird nun weiter auf Platz 23, jedoch mit nur 35 Punkten geführt.